# 初戀的惡魔
《初戀的惡魔》是日本電視台於2022年7月16日至9月24日播出的週六連續劇，由林遣都、仲野太賀、松岡茉優、柄本佑主演。。
香港由Viu於7月16日起獨家播出，台灣由friDay影音於7月17日起獨家跟播。

## 登場人物

### 主要人物
- 鹿濱鈴之介：林遣都[1]（粵語配音：張振熙）

刑事課刑警。目前停職處分中。
- 馬淵悠日：仲野太賀[1]（粵語配音：周倚天）

總務課職員。
- 摘木星砂：松岡茉優[2]（粵語配音：楊婉潼）

生活安全課刑警。曾隸屬於搜查一課。
- 小鳥琉夏：柄本佑[3]（粵語配音：陳漢祺）

會計課職員。

### 境川警察署

#### 刑事課
- 服部渚：佐久間由衣[3]（粵語配音：何凱怡）

新人刑警。
- 口木知基：味方良介[3]（粵語配音：郭湛深）

刑警；渚的前輩。
- 出口玲雄：西山潤[4]（粵語配音：鄧燦陽）

刑警。
- 尾白詠子：瀨戶凱瑟琳[4]（粵語配音：羅婉楓）

課長。
- 刑事課刑警：千葉翼（粵語配音：鄧燦陽）
- 刑事課刑警：石田雄生（粵語配音：何家裕）
- 刑事課刑警：西将輝（粵語配音：袁德基）
- 刑事課刑警：加藤竜治（粵語配音：何家裕）

#### 會計課
- 有希子：土居志央梨（粵語配音：王綺婷）

小鳥的同事。

#### 總務課
- 長澤保：岩本淳（粵語配音：何家裕）

悠日的前輩。
- 田中：田中裕夏子

悠日的同事。
- 大田：大田路（粵語配音：王綺婷）

悠日的同事。

#### 署長
- 雪松鳴人：伊藤英明[4]（粵語配音：袁德基）

署長。

### 悠日的家族
- 馬淵朝陽：每熊克哉[5]

前刑警；悠日的哥哥。在搜查事故中殉職。
- 馬淵大二郎：篠井英介

悠日和朝陽的父親。前警察官。
- 馬淵瑞江：中村久美

悠日和朝陽的母親。

### 其他人物
- 森園真澄：安田顯[3]（粵語配音：李家傑）

自稱小說家；鈴之介家的鄰居。
- 野上千尋：萩原農[4]（粵語配音：王綺婷）

出入森園家的女性。自稱森園的妻子。
- 小洗杏月：田中裕子[3]（粵語配音：黎皓宜）

小洗診所院長，曾擔任法醫。
- 淡野莉莎：滿島光（第6話 -）[6]

救了16歲離家來到東京的星砂的女性。
- 雪松弓弦：菅生新樹（第8話 - ）[7]

署長・雪松鳴人的兒子。

### 每集登場角色

#### 第1話
- 野田新：柴崎楓雅（粵語配音：王綺婷）

長期住在病院的少年。在中庭被發現身亡。
- 松本大希：高橋來（粵語配音：黎皓宜）

跟新同病房的少年。
- 幫野田新拍攝影片的人。（粵語配音：羅婉楓）
- 堂島彬人：川原田樹（粵語配音：何家裕）

新的主治醫生。
- 堂島彬人的助手。（粵語配音：王綺婷）
- 多田真奈美：古河渚（粵語配音：羅婉楓）

田原木綜合醫院的護士，負責野田新和松本大希。
- 片岡七海：原舞歌（粵語配音：王綺婷）

田原木綜合醫院的護士。
- 鈴木由奈：崎本詩織（粵語配音：黎皓宜）

將悠日認作刑警的護士。
- 一文字萬太郎：松尾貴史（粵語配音：何家裕）

智力問答節目《廚房猜猜猜》的主持人。在煙花表演前一天夜晚，因心臟病發被送往田原木綜合醫院住院治療。
- 一文字萬太郎的秘書：池田恵子（粵語配音：王綺婷）
- 一文字萬太郎的粉絲：今野宏美（粵語配音：黎皓宜）
- 超市撞到悠日的女生。（粵語配音：黎皓宜）
- 超市女生的朋友。（粵語配音：鄧燦陽）
- 紙筒廠的工人：加瀬澤拓未（粵語配音：周鑫霆）
- 被帶回警局的女學生。（粵語配音：羅婉楓）

## 製作團隊
- 劇本：坂元裕二
- 導演：水田伸生、鈴木勇馬、塚本連平
- 配樂：平野義久
- 主題曲：SOIL&"PIMP"SESSIONS（Getting Better / JVC建伍勝利娛樂）[8]
- 警察監修：鈴木和弘
- 醫療監修：新村核
- 執行製作人：三上繪里子
- 製作人：次屋尚、池田禎子（THE WORKS）
- 製作協力：THE WORKS
- 製作著作：日本電視台

## 播出日程
- 8月27日因播出「第45屆24小時電視 「愛心救地球」」而停止一次。

| 集數                                                                      | 播出日期 | 日文標題 | 中文標題（Viu） | 導演     | 收視率 |
| ------------------------------------------------------------------------- | -------- | -------- | --------------- | -------- | ------ |
| devil1                                                                    | 7月16日  |          | 謎團            | 水田伸生 | 6.6%   |
| devil2                                                                    | 7月23日  |          | 偏見            | 水田伸生 | 3.9%   |
| devil3                                                                    | 7月30日  |          | 求婚            | 塚本連平 | 3.8%   |
| devil4                                                                    | 8月06日  |          | 我認識你        | 鈴木勇馬 | 5.2%   |
| devil5                                                                    | 8月13日  |          | 地下室          | 塚本連平 | 5.2%   |
| devil6                                                                    | 8月20日  |          | 初次見面        | 水田伸生 | 4.9%   |
| devil7                                                                    | 9月03日  |          | 重逢            | 塚本連平 | 4.2%   |
| devil8                                                                    | 9月10日  |          | 懷疑            | 鈴木勇馬 | 4.7%   |
| devil9                                                                    | 9月17日  |          | 分歧            | 水田伸生 | 3.6%   |
| devil10                                                                   | 9月24日  |          | 真相            | 水田伸生 | 4.6%   |
| 平均收視率 4.7%（收視率由Video Research調查關東地區、家戶的即時統計資料） |          |          |                 |          |        |

## 衍生劇集

### 網路電視劇
衍生劇集《初戀的惡魔-4人在客廳推理-》於網路動畫平台・Hulu播出。

#### 登場人物（網路電視劇）
- 鹿浜鈴之介：林遣都
- 馬淵悠日：仲野太賀
- 摘木星砂：松岡茉優
- 小鳥琉夏：柄本佑

#### 製作團隊（網路電視劇）
- 編劇：峰尾賢人
- 導演：鈴木勇馬
- 總製作人：三上繪里子
- 製作人：次屋尚
- 制作協力：THE WORKS
- 製作著作：日本電視台

#### 播放日程（網路電視劇）
| 集數  | 播放日  |
| ----- | ------- |
| 第1話 | 8月20日 |
| 第2話 | 9月24日 |

## 獲獎
| 名稱              | 獎項     | 得獎者                            | 結果 |
| ----------------- | -------- | --------------------------------- | ---- |
| 第113回日劇學院賞 | 作品賞   | 初戀的惡魔                        | 提名 |
| 第113回日劇學院賞 | 導演賞   | 水田伸生、塚本連平、鈴木勇馬      | 提名 |
| 第113回日劇學院賞 | 編劇賞   | 坂元裕二                          | 獲獎 |
| 第113回日劇學院賞 | 男主角賞 | 林遣都                            | 提名 |
| 第113回日劇學院賞 | 男主角賞 | 仲野太賀                          | 提名 |
| 第113回日劇學院賞 | 男配角賞 | 安田顯                            | 提名 |
| 第113回日劇學院賞 | 女配角賞 | 松岡茉優                          | 獲獎 |
| 第113回日劇學院賞 | 主題曲賞 | SOIL&"PIMP"SESSIONS《初戀的惡魔》 | 提名 |

## 外部連結
- 電視劇官方網站（日語）
- 初戀的惡魔的X（前Twitter）（日語）
- 初戀的惡魔的Instagram帳戶（日語）

| 日本 日本電視台 週六連續劇                                            | 日本 日本電視台 週六連續劇                                     | 日本 日本電視台 週六連續劇 |
| --------------------------------------------------------------------- | -------------------------------------------------------------- | -------------------------- |
|                                                                       | 初戀的惡魔 （2022年7月16日－9月24日）                          |                            |
| 潘朵拉的果實 ～科學犯罪搜查檔案～ Season 1 （2022年4月23日－6月25日） | 祈願病歷表～研修醫的解謎診察紀錄～ （2022年10月8日－12月17日） |                            |

| 香港 ViuTV 星期二至六（星期一至五深夜）00:00－01:00 | 香港 ViuTV 星期二至六（星期一至五深夜）00:00－01:00 | 香港 ViuTV 星期二至六（星期一至五深夜）00:00－01:00 |
| --------------------------------------------------- | --------------------------------------------------- | --------------------------------------------------- |
|                                                     | 初戀的惡魔 （2024年4月19日－2024年5月2日）          |                                                     |
| Happiness （2024年3月26日－2024年4月18日）          | 為親愛的我致上殺意 （2024年5月3日－2024年5月15日）  |                                                     |